# Скреж
Скрежът е тънка ледена прозрачна покривка, резултат от замръзването на водата по твърда повърхност. Представлява отлагане на малки ледени кристали в групи, които често приличат на листа или цветя на дървета.
Различава се от сланата, която е вид валеж, формиран от замръзнала мъгла.

## Формиране
Скрежът се образува върху топла почва или друга твърда повърхност в резултат на рязко застудяване след продължително затопляне, обикновено през есента. Образуваните „цветове“ на скрежа най-често се появяват на рохкава, гола почва, както и като цяло на места, където излиза топъл почвен въздух. Освен това ледените „цветя“ могат да се наблюдават по ледената покривка на реки, езера и др. открити водни повърхности. Скрежът е явление, което се образува систематично и много често. То е част от снежната покривка.
Мразовитата шарка върху стъклата на прозорците се получава поради кондензацията на водна пара върху охладеното под 0 градуса стъкло.